# San Cristobal (Vulkan, Philippinen)
Der San Cristobal ist ein Schichtvulkan in der Provinz Laguna auf den Philippinen. Er erreicht eine Höhe von 1470 m und liegt westlich des Vulkans Banahaw.
Der San Cristobal liegt auf dem Gebiet der Gemeinde San Pablo City, im Mounts-Banahaw-San-Cristobal-Nationalpark. An der Südflanke des Berges verläuft die Grenze zwischen den Provinzen Laguna und Quezon. Die Hänge sind bis in eine Höhe von 900 Metern mit dichtem Flachlandregenwald bedeckt, darüber wächst Bergregenwald, der sich bis in die Gipfelregionen erstreckt. Das Relief des Gipfels ähnelt einem langgestreckten W. Der Berg ist ganzjährig besteigbar. Eine bevorzugte Aufstiegsroute ist der Dolores Trail am Südhang des Berges, der in der Gemeinde Dolores beginnt. Abhängig von Witterung und Bewuchs sind weite Ausblicke über die umliegende Region, bis auf die Insel Marinduque möglich.
Die beiden Berge Banahaw und San Cristobal repräsentieren im volkstümlichen Glauben das Gute und das Böse. Daher stellt die Region ein wichtiges spirituelles Zentrum der Philippinen dar. Der Banahaw ist in dieser Glaubensvorstellung der "heilige Berg" und der San Cristobal symbolisiert den "Teufelsberg". Alle christlichen Konfessionen auf den Philippinen haben um die Berge ein Heiligtum eingerichtet, zu dem die Bevölkerung an besonderen Festtagen pilgert. Der San Cristobal liegt ca. 80 km südöstlich von Manila und ist erreichbar über den Marhalika Highway und den South Luzon Expressway.